# Hale (Hampshire)
Hale is een civil parish in het bestuurlijke gebied New Forest, in het Engelse graafschap Hampshire.

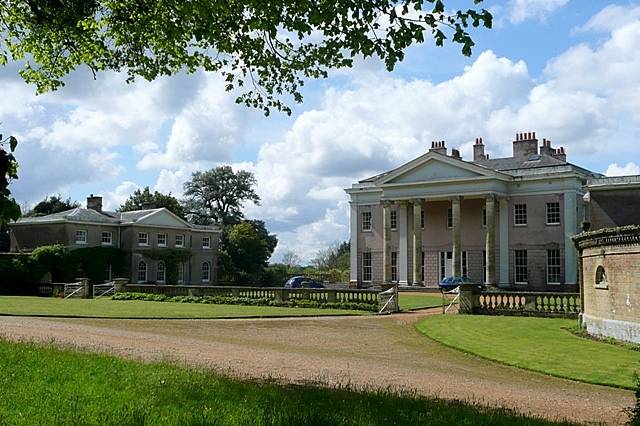
Hale House